# بوریس پاولوف (وزنه‌بردار)
بوریس پاولوف (انگلیسی: Boris Pavlov؛ ۲۱ مارس ۱۹۴۷ – ۲۲ مه ۲۰۰۴) وزنه‌بردار اهل شوروی بود.
وی در مسابقات کشوری و بین‌المللی در مجموع برندهٔ ۲ مدال طلا شده‌است.